# Helensburgh, Nueva Gales del Sur
Helensburgh es una pequeña ciudad en Nueva Gales del Sur, Australia. Tiene más de 5000 personas. Está a medio camino entre Sídney y Wollongong, en el extremo sur del parque nacional Real. La zona fue colonizada por los europeos por primera vez en 1815, cuando los agricultores comenzaron a trasladar su ganado para que pastara en las praderas de los alrededores de Wollongong.